# Nothing Lasts Forever (EP)
Nothing Lasts Forever (en español: Nada dura para siempre) es el primer extended play (EP) de la banda de post-hardcore japonesa Coldrain. Fue publicado el 23 de junio de 2010 a través del sello discográfico VAP. A diferencia de su álbum debut, el material contiene una mayor influencia de metalcore, siendo contrastado con experimentos como una versión de «Stuck» y la balada «Miss You».

## Promoción
Como sencillo promocional fue presentado «Die Tomorrow», la cual fue formada unos días antes de empezar su grabación en el estudio. También fue destacado en la banda sonora del videojuego Pro Evolution Soccer 2011.
Otra canción presente en el EP, «We're Not Alone», fue escogida como canción de apertura para la adaptación en anime del drama histórico Rainbow: Nisha Rokubō no Shichinin. Durante un panel de preguntas y respuestas en el evento Otakon 2010, el director Hiroshi Kōjina respondió que la elección de esa canción fue por el autor original, George Abe, quién era un gran fan de la música heavy metal.

## Lista de canciones
| N.º   | Título                           | Escritor(es)                 | Duración |  |
| 1.    | «Die Tomorrow»                   | Hayakawa                     | 3:06     |  |
| 2.    | «We're Not Alone»                | Hayakawa · Yokochi           | 3:58     |  |
| 3.    | «Stuck» (cover de Stacie Orrico) | Stacie Orrico · Kevin Kadish | 3:28     |  |
| 4.    | «After Dark»                     | Hayakawa · Yokochi           | 3:37     |  |
| 5.    | «The Youth»                      | Hayakawa · Yokochi           | 3:28     |  |
| 6.    | «Miss You»                       | Hayakawa · Sugiyama          | 3:58     |  |
| 21:35 |                                  |                              |          |  |

## Créditos y personal
Adaptados desde las nota de álbum.
Coldrain
- Masato David Hayakawa – voz principal, productor.
- Ryo Yokochi (Y.K.C.) – guitarra solista, productor.
- Kazuya Sugiyama (Sugi) – guitarra rítmica, coros.
- Ryo Shimizu (RxYxO) – bajo eléctrico, coros.
- Katsuma Minatani (Katsuma) – batería.

Personal adicional
- Satoshi Hosoi - ingeniero de grabación, mezcla.
- Yoichi Imaizumi - ingeniero asistente.
- Hiromichi Takiguchi - Masterización en Parasight Mastering, Tokio.
- Daichi Takahashi - técnico de instrumentos.
- Yoshio Arimatsu - técnico de batería.

## Posicionamiento en listas
| Listas (2010)                            | Mejor posición |
| ---------------------------------------- | -------------- |
| Japón (Billboard Japan Top Albums Sales) | 49             |